# Georges Marie-Anne
Georges Marie-Anne, né le 9 octobre 1906 au Carbet en Martinique et mort le 21 février 2001 aux Trois-Îlets, est un homme politique français. Il est Sénateur de la Martinique de 1959 à 1977. En 1958, il est membre fondateur du Parti progressiste martiniquais avec Aimé Césaire, Pierre Aliker et Aristide Maugée.

## Détail des fonctions et des mandats
Mandats parlementaires
- 26 avril 1959 - 22 septembre 1968 : Sénateur de la Martinique
- 22 septembre 1968 - 2 octobre 1977 : Sénateur de la Martinique